# 出野泉花
出野 泉花（での せんか、1998年7月11日 - ）は、日本の元女優、元声優。
埼玉県出身。ヒラタオフィス新人開発部フラッシュアップに所属していた。

## 概要
5歳の時に劇団ひまわりに入所。2011年（平成23年）9月30日まではガールズユニット「Oh☆Campee」のメンバーとしても活動していた。
2012年にヒラタオフィス新人開発部フラッシュアップに移籍。2017年6月に自身のツイッターで芸能界引退を発表。

## 出演作品

### バラエティ
- こんなときどうする?子どもあんぜんガイド
- ダヴィンチの夢〜浜田未来科学研究所〜
- ひらけ!魔法の扉〜いっしょに歌おう夢のうた
- ピラメキーノ（「子役8人恋物語」シーズン2、2009年4月20日〜5月1日）
- 第60回NHK紅白歌合戦（「こども紅白歌合戦」加藤清史郎のバックダンサー）
- とんねるずのみなさんのおかげでした（矢島美容室の後ろで踊っている少年少女集団の一人、2010年1月21日）
- シャキーン!（「父の日のプレゼント」、2010年6月）

### テレビドラマ
- アンフェア the special（美央の同級生）
- オトコマエ!
- 歌のおにいさん
- 熱中時代（6年1組の女子児童）
- She

### テレビアニメ
- クッキンアイドル アイ!マイ!まいん!（道草みちか）

### ラジオドラマ
- 手の記憶（美咲、女の子）

### 映画
- 黄昏モメント

### 舞台
- 舌切雀
- テイクフライト（アメリア・エアハートの幼少時代）
- ALICE〜不思議の国の物語〜2013（白ウサギ役）
- アリババとモルギアナ王女2014（アリババ役）
- 真夏の夜の夢〜LOVE〜2015（パック役）
- The IMMORTAL OPERATION

### 吹き替え
- ダウト〜あるカトリック学校で〜
- ハリー・ポッターと死の秘宝 PART2（リリー・ポッター（少女時代））
- ハンナ・モンタナ/ザ・ムービー

### CD
- ハッピーレシピ（スイートまいん&ラブリーみちか（福原遥・出野泉花）名義）

### DVD
- こどもどうぶつ劇場（フクロウ）

### CM
- マクドナルド
- バルサン

### PV
- BUMP OF CHICKEN「R.I.P.」

### スチール
- 東京書籍「新しい生活」